# سون‌آپ
سِون آپ (به انگلیسی: 7Up) نام تجاری برای نوعی نوشابهٔ گازدار با طعم لیمو است که کلیه حقوق آن در داخل ایالات متحده آمریکا متعلق به شرکت گروه دکتر پپر اسنپل، و در سایر نقاط جهان متعلق به پپسی‌کو است. این محصول اولین بار در سال ۱۹۲۹ به بازار معرفی شد. نشان تجاری سون‌آپ شامل نقطه‌ای قرمز و کلمهٔ 7 و up است که نقطهٔ قرمز به‌عنوان نمادی برای این نام تجاری است که در قالب طرحی تبلیغاتی به‌نام «نقطهٔ خنک» در اواخر دههٔ ۱۹۸۰ میلادی به کار گرفته شد. نوشابه اسپرایت که محصول شرکت کوکاکولا است رقیب این محصول به‌شمار می‌رود.
همچنین این محصول در ایران توسط شرکت ارم نوش تولید می‌شود.